# René Darbois
René Darbois (ur. 23 października 1923 w Metzu, zm. 14 lutego 1955 w Étampes) – francuski lotnik, Malgré-nous. Jeden z niewielu pilotów którzy latali na Messerschmicie i Spitfirze podczas II wojny światowej.

## Życiorys
René Darbois urodził się w 1923 w Metzu w Lotaryngii. Siłą wcielony do armii niemieckiej, wybrał służbę w Luftwaffe. 26 czerwca 1944 ukończył kurs pilotażu myśliwskiego i otrzymał przydział do Jagdgeschwader 54 w Maniago, następnie przeniesiony do JG 4. 25 lipca 1944 otrzymał rozkaz przelotu do Ghedi, gdzie stacjonowała 1 eskadra z JG 77. Podczas lotu z 15 innymi Messerschmittami Darbois symulował awarię aby oddalić się od współtowarzyszy. Wzniósł się na 8 000 m i obrał kurs na południe, w stronę Neapolu, przeleciał linię frontu i na oparach benzyny wylądował na lotnisku Santa Maria ku zaskoczeniu żołnierzy 72 eskadry łączności USAAF. Po przejściu na stronę Aliantów Darbois został przydzielony do groupe de Chasse 1/3 Corse gdzie latał na Spitfirze V.
Po wojnie pozostał w Armée de l'Air, brał udział w wojnie indochińskiej jako pilot helikoptera. Po bitwie pod Dien Bien Phu został odznaczony Legią Honorową.
Jego Messerschmitt Bf 109 G6, w idealnym stanie, znajduje się w National Air and Space Museum w Waszyngtonie.